# 长穗钗子股
长穗钗子股（学名：Luisia longispica）为兰科钗子股属下的一个种。

## 扩展阅读
- 維基物種上的相關：长穗钗子股